# Tianmen
Tianmen (chiń. 天门; pinyin Tiānmén) – miasto o statusie podprefektury w środkowych Chinach, w prowincji Hubei. W 2010 roku liczba mieszkańców miasta wynosiła 233 948.